# 瓦索區
瓦索區（西班牙語：Distrito de Huaso），是秘魯的一個區，位於該國西北部拉利伯塔德大區的胡爾坎省，始建於1990年6月19日，面積431.05平方公里，海拔高度3,050米，2005年人口6,347，人口密度每平方公里15人。